# Trung tâm Nghiên cứu Chiến lược và Quốc tế
Trung tâm Nghiên cứu Chiến lược và Quốc tế (tiếng Anh: Center for Strategic and International Studies, viết tắt: CSIS) là một viện nghiên cứu chính sách độc lập có tiếng tăm với trụ sở tại Washington, D.C., Hoa Kỳ. Trung tâm thực hiện các nghiên cứu chính sách và phân tích chiến lược về các vấn đề chính trị, kinh tế và an ninh trên thế giới với sự chuyên tâm cụ thể dành cho các vấn đề liên quan đến quan hệ quốc tế, thương mại, công nghệ, tài chính, năng lượng và địa chiến lược.
Trong báo cáo Global Go To Think Tanks Report năm 2013 của Đại học Pennsylvania, CSIS được xếp hạng nhất trong các think tank trên thế giới về nghiên cứu an ninh và ngoại giao quốc tế, đồng thời được xếp hạng tư trên bảng xếp hạng các think tank toàn cầu. CSIS được gọi là "một trong các think tank Washington được trọng vọng nhất"."

## Lịch sử
CSIS là một think tank lưỡng đảng với các học giả thể hiện nhiều quan điểm đa dạng đối với các vấn đề chính trị. Nó được thành lập vào năm 1962, ban đầu là một phần của Viện Đại học Georgetown, nhưng tới năm 1987 thì hoạt động độc lập. Trung tâm được biết đến qua việc mời nhiều quan chức dịch vụ công và quan chức chính sách đối ngoại từ Quốc hội Mỹ và nhánh hành pháp, bao gồm cả đảng viên hai đảng Dân chủ và Cộng hòa của Mỹ, cũng như mời các quan chức nước ngoài với nhiều lý lịch chính trị khác nhau. U.S. News & World Report gọi CSIS là think tank "chủ trương ôn hòa".
Trung tâm này tổ chức Diễn đàn các chính khách (Statesmen's Forum) như một nơi để các nhà lãnh đạo quốc tế thể hiện quan điểm của họ. Các khách mời trong quá khứ là Tổng thư ký Liên Hợp Quốc Ban Ki Moon và Cố vấn an ninh quốc gia Tom Donilon. Trung tâm cũng tổ chức chuỗi thảo luận mang tên CSIS-Schieffer School Dialogues với các bài nói chính của những quan chức Bộ Quốc phòng Hoa Kỳ, bao gồm bộ trưởng hiện thời là Chuck Hagel.